# Claudio Amendola
Claudio Amendola (Roma, 16 de febrero de 1963) es un actor y presentador italiano.

## Biografía
Amendola nació en Roma, hijo de los actores Ferruccio Amendola y Rita Savagnone. Empezó su carrera en la década de 1980, interpretando papeles cómicos en pelícilas de Carlo Vanzina. En 1987 interpretó su primer rol dramático en Soldati - 365 all'alba, película de Marco Risi. Durante la siguiente década confirmó esta nueva tendencia en producciones como Ultrà (1990) y La scorta (1993), ambas de Ricky Tognazzi. Durante la década de 2000 se convirtió en un actor reconocido en la televisión italiana, apareciendo en la popular I Cesaroni, versión italiana de la comedia Los Serrano.
Está casado con la actriz italiana Francesca Neri, con quien tiene un hijo llamado Rocco. Tiene dos hijas de un matrimonio previo; una de ellas es la dobladora Alessia Amendola.

## Filmografía
- Lontano da dove (1983) - Mario
- Vacanze di Natale (1983) - Mario Marchetti
- Amarsi un po' (1984) - Marco Coccia
- Vacanze in America (1984) - Alessio Liberatore
- The Venetian Woman (1986) - Bernardo
- Little Roma (1987) - Augusto
- Soldati - 365 all'alba (1987) - Claudio Scanna
- Days of Inspector Ambrosio (1988) - Luciano
- Forever Mery (1989) - Pietro Giancona
- Captain Fracassa's Journey (1990) - Agostino
- Felipe ha gli occhi azzurri - Antonio Stasi
- Ultra (1991) - Príncipe
- Un'altra vita (1992) - Mauro
- La scorta (1993) - Angelo Mandolesi
- The Heroes (1994) - Fabio
- La Reine Margot (1994) - Coconnas
- Briganti - Amore e Libertà (1994) - Giovanni
- Policemen (1995) - Lorenzo Ferri / Lazzaro
- Who Killed Pasolini? (1995) - Trepalle
- The Horseman on the Roof (1995) - Maggionari
- La mia generazione (1996) - Braccio
- Un paradiso di bugie (1996) - Sergio
- Nostromo (1996) - Nostromo
- An Eyewitness Account (1997) - Sandro Nardella
- The Grey Zone (1997) - Dario Campisi
- Other Men (1997) - Michele Croce
- Santo Stefano (1997) - Nicola
- Mare largo (1998) - Edoardo
- Jesus (1999) - Barrabás
- La Carbonara (2000) - Lupone
- Il grande botto (2000) - Antonio Nunziante
- Johnny the Partisan (2000) - Nord
- Domenica (2001) - Insp. Sciarra
- Sottovento! (2001) - Paolo
- Napoléon (2001) - Maréchal Joachim Murat
- Caterina in the Big City (2003) - Manlio Germano
- Ho visto le stelle! (2003) - Renato
- Inferno Below (2003) - Claudio
- Fratella e sorello (2004) - Serpente
- Il ritorno del Monnezza (2005) - Rocky Giraldi
- Melissa P. (2005)
- La fisica dell'acqua (2009) - Claudio
- Bar Sport (2011) - Il rappresentante
- Cha cha cha (2013) - Torre
- The Legendary Giulia and Other Miracles (2015) - Sergio
- Suburra (2015) - Samurai
- Il permesso - 48 ore fuori (2017) - Luigi
- Like a Cat on a Highway (2017) - Sergio
- Hotel Gagarin (2018) - Elio
- Abbi Fede (2020) - Adamo